# 傅珪
傅珪（1459年—1515年），字邦瑞，號北潭，直隸保定府清苑縣人，明朝政治人物。成化丁未進士，正德間累官禮部尚書，與閹黨不合，遭彈劾去職。嘉靖初年追諡文毅。

## 生平
順天府鄉試第九十八名，成化二十三年（1487年）丁未科進士，改庶吉士。弘治年間，授翰林院編修，兼司經局校書。參與修撰《大明會典》，遷左中允。明武宗繼位，因東宮恩，進左諭德，纂修《孝宗實錄》。因不依附劉瑾而遭其忌恨，因彈劾其修《會典》時有所解私囊事，降為編修。恰逢《實錄》成，進左中允，再遷翰林學士，歷吏部左、右侍郎。正德六年，代替費宏為禮部尚書，多有執爭，章奏遂多。因事得罪中官被彈劾。嘉靖元年，追贈太子少保，謚文毅。

## 著作
有《北潭集》。

## 家族
曾祖傅貴；祖父傅信，曾任主簿；父傅泰，國子生，母劉氏。具庆下。